# Die dressierte Frau
Die dressierte Frau ist ein deutscher Softsexfilm im Reportagestil aus dem Jahre 1972 von Ernst Hofbauer.

## Inhalt
Anhand von einzelnen Geschichten werden Beziehungen zwischen Mann und Frau beleuchtet. In einer Episode wird die Schülerin und Hobbymechanikerin Hanni, ein intelligentes Mädchen, von den Mitschülern als Streberin in eine Außenseiterrolle gedrängt. Da sie aber auf Akzeptanz der Jungs aus ist, passt sich das bislang unscheinbar auftretende Mädchen der männlichen Erwartungshaltung an und stylt sich zur Lolita um, die den Jungs den Kopf verdreht.  Als weiteres Fallbeispiel wird ein Ereignis in einem Mietshaus angeführt: Paul untersagt seiner den Haushalt allein meisternden Ehefrau den Kauf einer Spülmaschine, mit der sie sich selbst ein wenig entlasten möchte. Nachdem die Ehefrau ausgezogen ist, sieht sich Paul hilflos auf sich allein gestellt. Bald herrscht in seinen vier Wänden das Chaos. Ein weiteres Fallbeispiel zeigt eine Frau, die vom lauten Sexgestöhne ihres Mitbewohners irritiert und erregt wird. Sie versucht, mithilfe eines Vibrators gegenzusteuern, doch dieser versagt seinen Dienst. Ein Techniker repariert das Gerät und hat sexuellen Verkehr mit der Besitzerin. In der letzten Episode bringt sich ein selbstgefälliger Dirigent in größte Nöte, wird aber schließlich doch noch von seiner einst „dressierten“ Frau gerettet. Aufgelockert werden die einzelnen Episoden durch (vermutlich gestellte) Straßeninterviews.

## Hintergrund
Die dressierte Frau entstand im Frühjahr 1972, passierte die FSK am 2. Juni desselben Jahres und wurde am 22. Juni 1972 uraufgeführt. Peter Rothe entwarf die Filmbauten, Ludwig Spitaler hatte die Herstellungsleitung.
Der Filmtitel nimmt Bezug auf ein „Skandalbuch“, das im Vorjahr 1971 in der bundesdeutschen Öffentlichkeit heiß diskutiert wurde – Esther Vilars Der dressierte Mann, erschienen bei Bertelsmann, Gütersloh 1971. Als Gegenthese erschien das Buch Die dressierte Frau von Hannelore Schütz und Ursula von Kardorff. Der Filmtitel spielt auf diese Debatte an.

## Kritiken
Das Lexikon des Internationalen Films sah in dem Streifen ein Werk, „dem es nicht um Aufklärung geht, sondern um pseudokritische Belustigung über Sex und Rollenverhalten.“